# Maumusson-Laguian
Maumusson-Laguian is een gemeente in het Franse departement Gers (regio Occitanie) en telt 165 inwoners (1999). De plaats maakt deel uit van het arrondissement Mirande.

## Geografie
De oppervlakte van Maumusson-Laguian bedraagt 9,1 km², de bevolkingsdichtheid is 18,1 inwoners per km².
De onderstaande kaart toont de ligging van Maumusson-Laguian met de belangrijkste infrastructuur en aangrenzende gemeenten.

## Demografie
Onderstaande figuur toont het verloop van het inwonertal (bron: INSEE-tellingen).